# En Cowboy med Krummer i
En Cowboy med Krummer i (originaltitel $50,000 Reward) er en amerikansk stumfilm fra 1924 af Clifford S. Elfelt.

## Medvirkende
- Ken Maynard som Tex Sherwood
- Esther Ralston som Carolyn Jordan
- Bert Lindley som Anthony Jordan
- Edward Peil Sr. som Buck Scofield
- Lillian Leighton som Mrs. Miller
- Charles Newton som Pa Miller
- Frank Whitson som Asa Holman
- William F. Moran som Eli Higgins